# Unsere Pauker gehen in die Luft
Unsere Pauker gehen in die Luft ist eine deutsche Filmkomödie, die im Frühsommer 1970 unter der Regie von Harald Vock in Österreich gedreht wurde. Die Produktion der Lisa Film war einer von mehreren Filmen, mit denen der Produzent Karl Spiehs am Erfolg der Filmreihe Die Lümmel von der ersten Bank teilhaben wollte. Bundesweiter Kinostart war am 25. September 1970.

## Handlung
Die kesse Petra, die an der Schule vor allem ihren Lehrer Dr. Nolte, genannt Hannibal ärgert, möchte unbedingt den Flugschein machen. Da an der Flugschule aber Mädchen nicht zugelassen sind, verkleidet sie sich kurzerhand als Junge und verliebt sich in ihren Fluglehrer Garry Brandt.
Gleichzeitig erscheint auch Versicherungsvertreter Harry Weber, Zwillingsbruder von Petras Schuldirektor Oskar Weber, um ebenfalls den Flugschein zu machen. Da er dem Direktor zum Verwechseln ähnlich sieht, entstehen erhebliche Irritationen. Vor allem seine Affäre mit einer Tänzerin entzweit fast die Ehe seines Zwillingsbruders.
Endlich treffen die beiden Zwillinge aufeinander, so dass sich die Wogen wieder glätten. Auch Garry hat Petras Geheimnis längst durchschaut, die sich nach Erhalt ihres Flugscheins nicht mehr zu verkleiden braucht.

## Entstehungsgeschichte

### Vorgeschichte
Der enorme Erfolg der im April 1968 angelaufenen Filmreihe Die Lümmel von der ersten Bank unter Federführung des Produzenten Franz Seitz animierte auch andere Filmproduzenten, ähnliche Filme auf den Markt zu bringen. Am schnellsten war der Österreicher Karl Spiehs, der mit seiner Lisa Film GmbH den Streifen Immer Ärger mit den Paukern herstellte, der schon im Herbst 1968 in die Kinos kam und für mehr als drei Millionen Besucher mit der Goldenen Leinwand ausgezeichnet wurde. Von diesem Erfolg angespornt, plante Spiehs 1970 die Produktion der „Pauker“-Filme Wir machen Musik – da wackelt die Penne (später Musik, Musik – da wackelt die Penne) für den Constantin-Filmverleih und Das haut den stärksten Pauker um (später Unsere Pauker gehen in die Luft) für den Gloria-Filmverleih.
Mit Wencke Myhre und Chris Roberts standen der Produktion zwei populäre Schlagerstars für die Hauptrollen zur Verfügung. Daneben sah man unter anderem Georg Thomalla, Mascha Gonska, Ilja Richter, Peter Weck, Siegfried Schürenberg, Rainer Basedow und Friedrich Schoenfelder. Das Drehbuch schrieben der Regisseur Harald Vock, unter seinem Pseudonym Sven Freiheit, und August Rieger. Ilse Kubaschewski, die Eigentümerin des Gloria-Verleihs, beteiligte sich mit ihrer Produktionsfirma Divina Film an den Herstellungskosten.
Wencke Myhre wurde von Grit Böttcher synchronisiert, Chris Roberts von Tommi Piper.

### Produktion
Die Dreharbeiten zu Unsere Pauker gehen in die Luft fanden im Juni und Juli 1970 am Wörthersee und in Feldkirchen in Kärnten in Österreich statt. Die Kunstflüge wurden von dem Piloten Herbert Thonhauser der Flugschule Feldkirchen ausgeführt.

### Schlager
- Wencke Myhre: Pauker gehen in die Luft
- Wencke Myhre: Er hat ein knallrotes Gummiboot
- Wencke Myhre: So eine Liebe gibt es einmal nur
- Chris Roberts: Ich nehme alle Hürden
- Chris Roberts: Ich bin verliebt in die Liebe

## Rezeption
Die FSK gab den Film am 22. September 1970 ab sechs Jahren frei. Von den meisten Kritikern wurde der Film als typisches Serienprodukt wahrgenommen, was dem Erfolg an der Kinokasse allerdings wenig anhaben konnte.
In der Serie Ein Schloß am Wörthersee wurde eine Folge mit Georg Thomalla und Rainer Basedow mit Anspielung auf ihre Rollen in diesem Film gedreht.

### Kritiken
„Schülerin als Flugschüler, Schuldirektor mit Zwillingsbruder, konfuser Lehrer – und fertig ist der Durchschnitts-Pennenfilm mit ein paar Schlagern und Schlagerstars. Mäßig unterhaltend.“

„Anspruchsloses Klamauk-Lustspiel, das dürftige Späße und damals populäre deutsche Schlager aneinander reiht.“

„Unsere Pauker gehen in die Luft‘ ist ein toller Spaß für die ganze Familie mit Stars, viel Zeitkolorit und Musik aus den 60ern.“